# Vitali Sxèdov
Vitali Sxèdov (en ucrainès Віталій Щедов; Simferòpol, 31 de juliol de 1987) és un ciclista ucraïnès, que competeix en ciclisme en pista.

## Palmarès en pista
- 2004
  -  Campió d'Europa júnior en Persecució
  -  Campió d'Europa júnior en Persecució per equips (amb Oleksandr Polivoda, Sergiy Minashkin i Igor Malikov)
- 2008
  -  Campió d'Europa sub-23 en Persecució

### Resultats a laCopa del Món
- 2006-2007
  - 1r a Los Angeles, en Persecució per equips
- 2009-2010
  - 1r a la Classificació general i a la prova de Pequín, en Persecució